# حقوق الملكية (الاقتصاد)

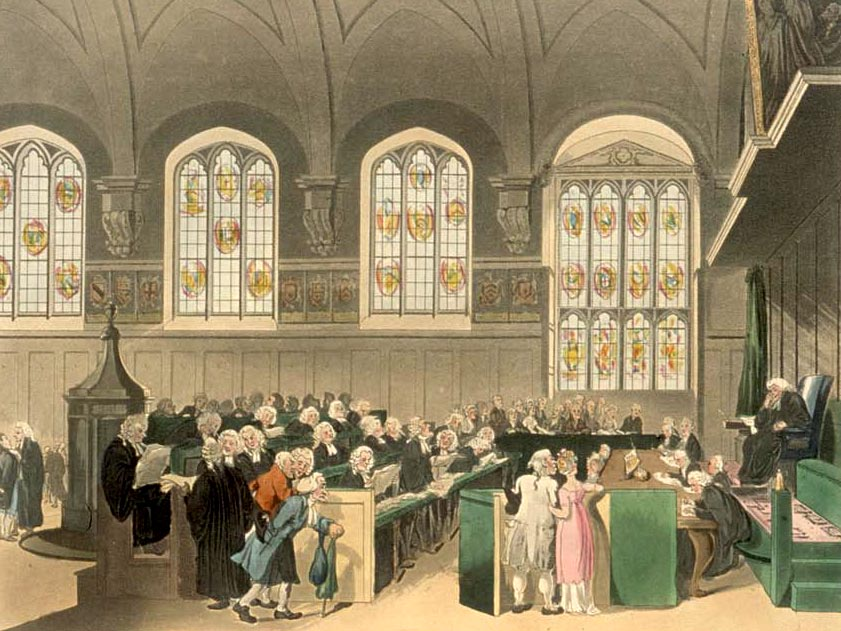

تعد حقوق الملكية في الولايات القضائية التي تتبع القانون العام الإنجليزي، كمجموعة من المبادئ القانونية التي تكمل قواعد قانونية صارمة حيث تعمل على تطبيقها بقسوة. بينما في النظم القانونية المدنية، تسمح «البنود العامة» على النطاق الواسع للقضاة أن يكون لديهم حرية التصرف بطريقة مماثلة في مجال تطبيق القانون.
ويقال عادتاً بأن الحقوق الملكية هي «التخفيف من صرامة القانون العام»، والسماح للمحاكم باستخدام سلطتها التقديرية وتطبيق العدالة وفقاً للقانون الطبيعي. لكن في الممارسة العملية، تعد الحقوق الحديثة محدوده بسبب القواعد الموضوعية والإجرائية، ويميل الكتاب الإنجليز والأستراليون إلى التركيز على الجوانب التقنية للحقوق الملكية. وهناك 12 «تصريح أخلاقي غامض» لتوجيه تطبيق العدالة، ويمكن أن أن تضاف عليها خمس إضافات أخرى.
كما سيرد لاحقاً، فقد انتقدت الحقوق الملكية تاريخياً بأنها أستنبطت من قواعد غير ثابتة من تلقاء نفسها، مع وزير العدل الذي يحكم بصورة رئيسية وفقاً لضميره الخاص. وقد خسرت قواعد الحقوق الملكية لاحقاً قدراً كبيراً من مرونتها، فمنذ القرن السايع عشر فصاعداً أصبحت سرعة نظام دمج الحقوق الملكية أشبه بابن عم عرفياً.

## التاريخ
التمييز بين «القانون» و«حقوق الملكية» هو مجرد حادث من التاريخ. وكانت المحاكم في إنجلترا هي التي فرضت قوانين الملك في العصور الوسطى في القانون أو «المحاكم». حيث تدار المحاكم من الملك، والذي تلقى تعليمه في القانون بدلاً من اللاهوت، والقانون الشامل في المملكة.
وقد تطورت هذه المجموعة من القوانين على أساسات سابقة إلى ما هو معترف به كالقانون العام لإنجلترا. وإذا لم تكن التغييرات سريعة بما يكفي، أو إذا اعتبرت قرارات القضاة غير عادلة، فمازال بيد المتقاضين الطعن مباشرة في حكم الملك. كماهو الحال في السيادة، وقد كان ينظر إليها على أنها «منبع العدالة» والمسؤول عن المعاملة العادلة للرعايا. وتصاغ هذه الإيداعات كرمي شخص لنفسه على رحمة الملك. في نهاية المطاف، بدأ الملك بانتظام تفويض مهمة حل هذه الالتماسات إلى المستشار، وهو عضو مهم في مجلس الملك. وقد كان المستشارين الأوائل من رجال الدين أو النبلاء، يتصروفون كمعترفي الملك ويعني ذلك حرفياً كاتمي أسرار الملك. نتيجة لتدريبهم اللاهوتية والكتابية، وعمداء وعلى دراية جيدة في اللغات كالاتينية والفرنسية، فضلاً عن الرومانية الكلاسيكية المدنية والقانون الكنسي، والتي تأثرت بشدة بحقوق الملكية. وسرعان ما بدأت المحكمة العليا، وولي العهد في إدارة أعمال السكرتارية بتقليد الهيئة القضائية وأصبحت تعرف باسم «محكمة مبنى السفارة».